# Токугава Ёсинао
Токугава Ёсинао (яп. 徳川義直, 2 января 1601 — 5 июня 1650) — крупный японский даймё раннего периода Эдо, правитель княжество Кофу (1603—1607), Киёсу (1607—1610) и Овари (1610—1650).

## Биография
Девятый сын Токугавы Иэясу, первого сёгуна Японии из династии Токугава. В детстве носил имя Горотамару.
В 1603 году он был назначен своим отцом даймё домена Кофу в провинции Кии с доходом 250 000 коку риса, а в 1607 году ему было передано феодальное владение Киёсу в провинции Овари с доходом 550 000 коку. В 1610 году Токугава Ёсинао был назначен главой княжества Овари с резиденцией в замке Нагоя (доход 619 000 коку риса). Ёсинао стал основателем побочной линии Токугава Овари.
Токугава Ёсинао имел ранг дзюнии (младшего советника 2-го ранга) и титул дайнагона (старшего императорского советника).
В возрасте 16 лет Ёсинао стал учиться в школе фехтования Синкагэ-рю, в возрасте 21 года был назначен 4-м сокэ (главой).
В июне 1650 года 49-летний Токугава Ёсинао скончался, ему наследовал единственный сын Мицумото.

## Семья
Его главной женой была принцесса Хару, дочь Асано Ёсинаги (1576—1613), даймё Хиросима-хана. Также имел двух наложниц (Осаи и Одо-но-ката).
Дети:
- Токугава Мицумото (1625—1700), 2-й даймё Овари-хана (1650—1693)
- Итоко, жена судьи Хирохаты Тадаюки